# Bressanne (race bovine)
La bressanne est une race bovine française disparue.

## Origine
La bressanne appartient au rameau de races bovines de l'est de la France, étant cousine des races fémeline, villard-de-Lans ou mézine. 
Elle est issue de la Bresse dont elle porte le nom, mais au XIXe siècle, son aire de répartition débordait largement jusqu'en Bourgogne-Franche-Comté au nord, dans le piémont du Jura (où elle se confondait avec sa cousine la Fémeline) et vers la Dombes au sud, voire jusqu'à Vienne dans la vallée du Rhône. Dès la fin de ce siècle, elle perd du terrain sur les bordures de son aire de répartition sous la concurrence de races mieux organisées : charolaise à l'ouest, meilleure race de travail et à viande, montbéliarde et simmental française au nord et à l'est, meilleures laitières. Déjà en 1857, l’agronome Borie signale « si la reproduction de cette race était suivie avec soin, on en obtiendrait de magnifiques produits ». En 1913, l'agronome Dechambre comptabilise 237 000 animaux ;  ce chiffre pourrait toutefois inclure des animaux métissés ou des populations bovines proches sans statut de race comme la vache du Haut-Bugey. Les croisements avec des races pie rouge vont donner une race métisse, la gessienne, dont la durée d’existence sera limitée. Les derniers animaux pure race auraient survécu quelques années après la Seconde Guerre mondiale, mais pas au-delà de 1950. 

## Morphologie
C'est une race bovine à robe blonde. Un nuancier de couleur va du blanc crème au froment-rouge, presque aussi marqué que celui de la robe de la limousine actuelle. La robe n'était pas unifiée et elle prenait des teintes liées au contact avec ses voisines. Sa tête triangulaire portait des cornes relativement longues relevées vers le haut et en arrière.
Race de petite taille en raison de ses pattes courtes, elle montre une morphologie médiocre : des photos anciennes montrent souvent des animaux chétifs et osseux, signes de mauvaise nutrition, fréquents à l'époque. Le dos est fréquemment enssellé, les cuisses fines et l'attache de la queue haute.

## Aptitudes
C'est une parfaite race multi usage : travail, lait et viande. En Bresse, connue depuis longtemps pour ses crème et beurre, les meilleures laitières étaient surnommées « vache de cuisine », conservées près de l'habitation et nourries des déchets de cuisine : épluchures, pommes de terre... C'est principalement cette race qui alimentait en lait la ville de Lyon. La viande des veaux et animaux de réforme est de qualité, même si elle est signalée inférieure à celle de la fémeline.

## Sources et références
1. 1 2 3 4 5 6  Philippe J. Dubois, « Feue la vache Bressanne », Site « Les biodiversitaires », 2012 (consulté le 2 juillet 2018)